# Prävalenz
Die Prävalenz (von lateinisch praevalēre ‚vorherrschen‘) ist in der Epidemiologie und medizinischen Statistik eine Kennzahl zum Beispiel für die Krankheitshäufigkeit. Sie sagt aus, welcher Anteil der Menschen oder Tiere einer bestimmten Gruppe (Population) definierter Größe zu einem bestimmten Zeitpunkt an einer bestimmten Krankheit erkrankt ist oder einen Risikofaktor aufweist. In der Regel wird die Prävalenz einer Krankheit oder Störung in einer Population aufgrund einer Stichprobe nur geschätzt, da die vollständige Erfassung einer Population zu aufwendig wäre oder unmöglich ist.

## Prävalenz vs. Inzidenz
Ein anderes Maß für die Krankheitshäufigkeit ist die Inzidenz oder Inzidenzrate. Sie sagt aus, wie viele Menschen in einem bestimmten Zeitraum neu erkranken:
{\displaystyle {\text{Inzidenzrate}}={\frac {\text{Anzahl der neu Erkrankten}}{{\text{betrachtete Zeitspanne}}\times {\text{Anzahl der in die Untersuchung einbezogenen Individuen}}}}}
oft umgerechnet oder angegeben in Anzahl der Neuerkrankungen pro Jahr pro 100.000 Einwohner.
Anders als bei der Inzidenz, bei der die in der betrachteten Zeitspanne neu Erkrankten gezählt werden, wird bei der Prävalenz die Gesamtzahl aller zum Untersuchungszeitpunkt Erkrankten berücksichtigt, unabhängig davon, wann sie erkrankt sind. Während die Inzidenz also einen Zeitraum betrachtet, ist die Prävalenz eine Momentaufnahme.

## Punktprävalenz vs. Periodenprävalenz
Prävalenz bezieht sich, wenn nichts anderes gesagt wird, auf einen bestimmten Zeitpunkt oder „zum gegebenen Stichtag“; deshalb sagt man auch Punktprävalenz (auch Stichtagsprävalenz). Das ist nicht immer praktisch, zum Beispiel bei sehr kurz dauernden, sich rasch ausbreitenden und wieder rückläufigen Krankheiten wie der Grippe interessiert eher, wie viele Personen während einer Woche oder in der gesamten Grippesaison krank waren.
Die Periodenprävalenz (auch Streckenprävalenz) wird bestimmt durch einen Zeitraum wie „in den letzten sieben Tagen“, „im geschlechtsreifen Alter“ oder „im Senium“, im letzten Jahr (Jahresprävalenz) oder während des gesamten Lebens (Lebenszeitprävalenz).
Bedeutung von Prävalenzangaben anhand des Beispiels Adipositas:
Wenn in Amerika der Anteil der schwer Übergewichtigen (somit „das Merkmal, die Krankheit“) in der erwachsenen Bevölkerung (die „bestimmte Population“; bei Kindern stellt sich das Problem wieder anders dar) von 12,0 % im Jahr 1991 auf 17,9 % im Jahr 1999 stieg, kann die Dynamik des Geschehens mittels Angabe zweier Punktprävalenzen weit besser vermittelt werden, als wenn man den Anteil der Übergewichtigen als Periodenprävalenz (zwischen 1991 und 1999) angegeben hätte. Noch aussagekräftiger wird die Untersuchung, wenn erkannt wird, dass diese Zunahme unabhängig vom Geschlecht, von soziodemographischen Gruppen und geographischen Regionen des Landes erfolgte, wenn also mit der genaueren Bestimmung der untersuchten Population das Problem als ein gesamtgesellschaftliches erkannt wird.

## 30-Tages-Prävalenz vs. 12-Monats-Prävalenz vs. Lebenszeitprävalenz
Auch für den Drogenkonsum und andere Risikofaktoren wird der Begriff der Prävalenz verwendet. Gängige Maßzahlen für die Verbreitung einer bestimmten Droge in einer bestimmten Bevölkerungsgruppe sind neben der Lebenszeitprävalenz die 12-Monats-Prävalenz und 30-Tages-Prävalenz.
Die international gebräuchliche Bezeichnung Lebenszeitprävalenz ist sprachlich etwas irreführend, da damit ja nicht das Auftreten des Ereignisses in der gesamten Lebensdauer erfasst wird, sondern nur das Auftreten in der bis zum Erhebungszeitpunkt verstrichenen Lebenszeit. Für die Auftrittswahrscheinlichkeit über die gesamte Lebensdauer der Untersuchungspopulation wurde der Ausdruck Gesamtlebenszeitprävalenz geprägt. So wird z. B. in Österreich die Punktprävalenz des Alkoholismus in der erwachsenen Bevölkerung auf 5 % und die Gesamtlebenszeitprävalenz auf 10 % geschätzt.

## Prävalenzformen nach Erhebung
Man unterscheidet ferner:
- Wahre Prävalenz (auch Feldprävalenz[2]) – Prävalenz in der Bevölkerung. Dabei sollte die Bevölkerung möglichst vollständig untersucht oder über ein geeignetes Stichprobendesign abgeschätzt werden.
- Behandlungsprävalenz[6][7][8] – Prävalenz aufgrund der Kontakte mit einer Versorgungs- oder Behandlungseinrichtung.
- Administrative Prävalenz[6] – Prävalenz aufgrund Routinestatistiken. Ein Sonderfall sind Fallzahlen aus Fallregistern, in denen alle Krankheitsfälle einer Region oder Einrichtungsart gesammelt werden. Ein Beispiel ist das Krebsregister.
- Verdeckte Prävalenz – Prävalenz der unbehandelten Fälle.[2] Die administrative Prävalenz und die verdeckte Prävalenz ergeben zusammen die wahre Prävalenz.[2]

## Seroprävalenz
Die Seroprävalenz ist ein Maß des Nachweises bestimmter immunologischer Parameter in einer Population zu einem bestimmten Zeitpunkt. Oft geht es um die Häufigkeit des Vorkommens von Antikörpern im Blut, die auf eine durchgemachte oder bestehende Infektion hindeuten. Die Seroprävalenz wird mit serologischen Methoden getestet.

## Infektionsprävalenz
Den Grad der Verbreitung einer Infektionskrankheit in einer Population zu einem bestimmten Zeitpunkt bezeichnet man als Durchseuchung oder Infektionsprävalenz.